# Miconia delicatula
Miconia delicatula är en tvåhjärtbladig växtart som beskrevs av Achille Richard. Miconia delicatula ingår i släktet Miconia och familjen Melastomataceae. Inga underarter finns listade i Catalogue of Life.